# Ardahan
Ardahan je město v Turecku, hlavní město stejnojmenné provincie v regionu Východní Anatolie. Město se nachází nedaleko hranic s Gruzií a Arménií. Na konci roku zde žilo 16 251 obyvatel. Město se začalo výrazně rozvíjet od roku 1993, kdy se stalo hlavním městem nově vytvořené provincie.